# Robert-François Bonnart
Pour les articles homonymes, voir Bonnart.
Robert-François Bonnart, baptisé à Paris le 5 mars 1683 et mort dans la même ville en 1771, est un peintre et graveur français.

## Biographie
Robert-François Bonnart est le fils du peintre Robert Bonnart et de son épouse Catherine Lorne. Filleul de Adam-François Van der Meulen, il embrasse rapidement la profession de son père et travaille notamment à la manufacture des Gobelins au début du XVIIIe siècle. Il y participe à la réalisation de cartons de tapisserie comme ceux de la « petite tenture » des Métamorphoses, en collaboration avec des artistes comme Nicolas Bertin. Il épouse en 1708 la fille du peintre André Pellevé, Marie-Anne-Eléonore (décédée en 1762). Il devient peu après peintre de l'académie de Saint-Luc, où il est nommé professeur. En 1751 et 1752, il participe aux expositions collectives de l'académie.
Parallèlement à sa carrière de peintre et professeur, il répond à plusieurs commandes pour le milieu de l'édition et collabore avec d'autres membres de sa famille, en particulier avec son cousin Jean-Baptiste-Henri Bonnart.
Robert-François Bonnart meurt en 1771 ; ses biens sont vendus le 17 février 1772.

## Œuvres
Aucune peinture n'est à ce jour attribuée à Robert-François Bonnart.
Plusieurs suites d'estampes ont été gravées d'après ses dessins ; elles portent la plupart du temps la signature : « Bonnart fils ». Certains de ces dessins sont conservés, notamment à la Bibliothèque de l'École nationale supérieure des beaux-arts de Paris.